# تيد تورنر
تيد تورنر (بالإنجليزية: Ted Turner)‏ هو لاعب كرة قاعدة أمريكي، ولد في 4 مايو 1892 في لورنس في الولايات المتحدة، وتوفي في 4 فبراير 1958 في ليكسينغتون في الولايات المتحدة.

## وصلات خارجية
- تيد تورنر على موقعبيزبول رفرنس.كوم (الدوري الرئيسي) (الإنجليزية)
- تيد تورنر على موقعبيزبول رفرنس.كوم (الدوري الثانوي) (الإنجليزية)